# ادليشات (لقصار)
ادليشات هو دُوَّار يقع بجماعة سيدي عيسى، إقليم آسفي، جهة مراكش آسفي في المملكة المغربية. ينتمي الدوّار لمشيخة لقصار التي تضم 28 دوار. يقدر عدد سكانه بـ 334 نسمة حسب الإحصاء الرسمي للسكان والسكنى لسنة 2004.

## روابط خارجية
- البوابة الوطنية للجماعات الترابية
- المندوبية السامية للتخطيط